# Wrapping Paper
Wrapping Paper è un singolo del gruppo musicale britannico Cream, pubblicato nel 1966.
Il brano è stato scritto da Pete Brown per quanto riguarda il testo e composto da Jack Bruce.

## Tracce
- 7"

1. Wrapping Paper
2. Cat's Squirrel

## Formazione
- Jack Bruce – voce, basso, piano, violoncello
- Eric Clapton – cori, chitarra
- Ginger Baker – batteria, percussioni